# Atsam jezik
Atsam jezik (cawai, cawe, cawi, chawai, chawe, chawi; ISO 639-3: cch), nigersko-kongoanski jezik uže skupine kainji, kojim govori 30 000 ljudi (Barrett 1972) na području nigerijske države Kaduna. Najsrodniji je jeziku piti [pcn], s kojim čini podskupinu piti-atsam.
Piše se na latinici.

## Vanjske poveznice
- Ethnologue (14th)
- Ethnologue (15th)